# إلين مادسن
إلين مادسن (بالإنجليزية: Elaine Madsen)‏ (28 مايو 1932، روميوفيل في الولايات المتحدة)؛ روائية أمريكية.

## روابط خارجية
- إلين مادسن على موقع IMDb (الإنجليزية)